# Nuit obscure - "Ain't I a child?"
 (juin 2025).
Si vous disposez d'ouvrages ou d'articles de référence ou si vous connaissez des sites web de qualité traitant du thème abordé ici, merci de compléter l'article en donnant les références utiles à sa vérifiabilité et en les liant à la section « Notes et références ».
Nuit obscure - « Ain’t I a child ? »  est un documentaire expérimental français réalisé par Sylvain George en 2024. 
Il s'agit du troisième volet de la trilogie Nuit obscure du cinéaste Sylvain George, consacrée à la situation des réfugiés et des Harrag d'origine marocaine à Melilla. 
Cette trilogie poursuit le travail entamé par le cinéaste sur les politiques européennes en matière migratoire avec les films  Qu'ils reposent en révolte (Des figures de guerres I), et Les Éclats (Ma gueule, ma révolte, mon nom). 
Il sera distribué avec l'ensemble de la trilogie Nuit obscure dans les salles de cinéma en 2025 en France.

## Synopsis
Nuit obscure- « Ain’t I a child ? »  montre le parcours de jeunes exilés dans les nuits de Paris. Entre gestes furtifs et présences vibrantes, il esquisse une jeunesse comme puissance d’être, et fait surgir, dans le silence et la durée, d’autres manières d’habiter le monde.

## Fiche technique
- Titre : Nuit obscure - « Ain’t I a child ? »
- Réalisation : Sylvain George
- Scénario : Sylvain George
- Photographie : Sylvain George
- Montage : Sylvain George
- Son : Sylvain George
- Etalonnage et finishing : Goncalo Ferreira
- Laboratoire image : IrmaLucia- Lisbonne
- Montage son et image : Jean-Marc Schick – L’atelier sonore
- Société de production : Noir Production, Alina Film, Kintop
- Société de distribution : Noir Production
- Pays d'origine :  France  Suisse  Portugal
- Langues originales : français, anglais, arabe, espagnol
- Durée : 164 minutes
- Format : noir et blanc & Couleurs - vidéo
- Genre : documentaire
- Dates de sortie : 2025

## Sélections de festivals
- Festival de Cannes 2025 : Sélection ACID
- Visions du réel : Sélection officielle en compétition internationale
- Jeonju IFF 2025

## Distinctions
- 2025 : Prix interreligieux Visions du Réel 2025[1]